# Christian Napolitano
Christian Napolitano (Siracusa, 22 luglio 1982) è un pallanuotista italiano, centroboa del Nuoto Catania.

## Carriera
Cresce nel Circolo Canottieri Ortigia, squadra della sua città natale e con cui firma il suo primo contratto da professionista. All'età di 25 anni si trasferisce per la prima volta a seguito della retrocessione del suo club, passando alla Bissolati Cremona per una stagione. Nel 2008 passa al Catania, per poi fare ritorno all'Ortigia nel 2009. Dopo quattro stagioni in biancoverde, a seguito di una nuova retrocessione del club, passa all'AN Brescia, con cui vince la Coppa LEN ed ottiene cinque secondi posti in campionato.
Nell'agosto 2009 è stato vittima di un incidente domestico a Siracusa quando, mentre si trovava sul balcone di casa a 5 metri di altezza, questo è crollato. L'atleta è riuscito fortunosamente e prontamente ad aggrapparsi al ferro ancorato alla parete muraria, rimanendo sospeso nel vuoto per lunghi momenti, prima che alcuni amici lo aiutassero.
Nel 2023 con la calottina dell'Ortigia si classifica al secondo posto in Coppa Italia. Dopo aver inizialmente annunciato il ritiro, nel 2025 si trasferisce al Nuoto Catania.

## Palmarès

### Club
- Coppe LEN: 1

Brescia: 2015-2016